# 艾斯科里山脈

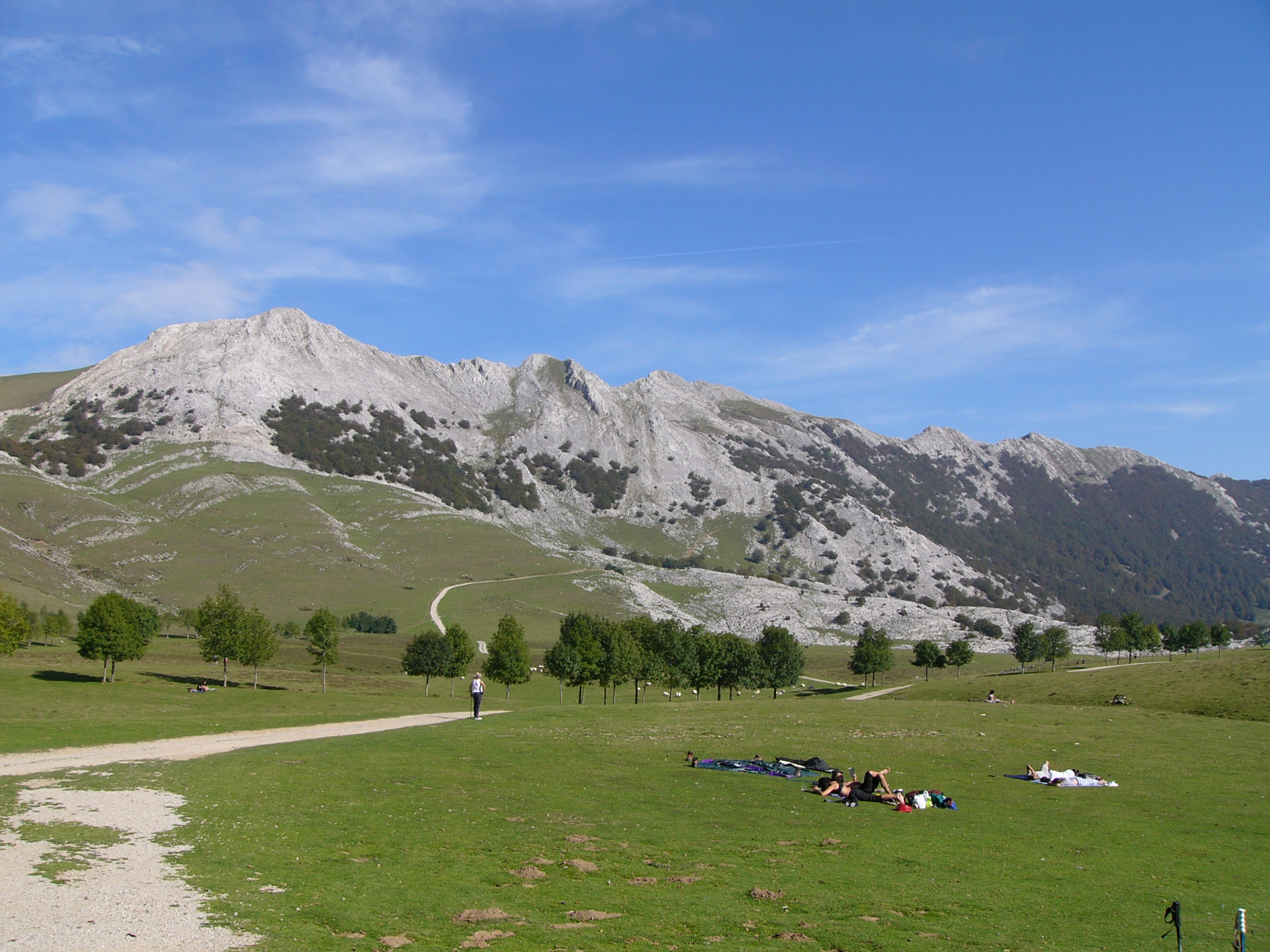

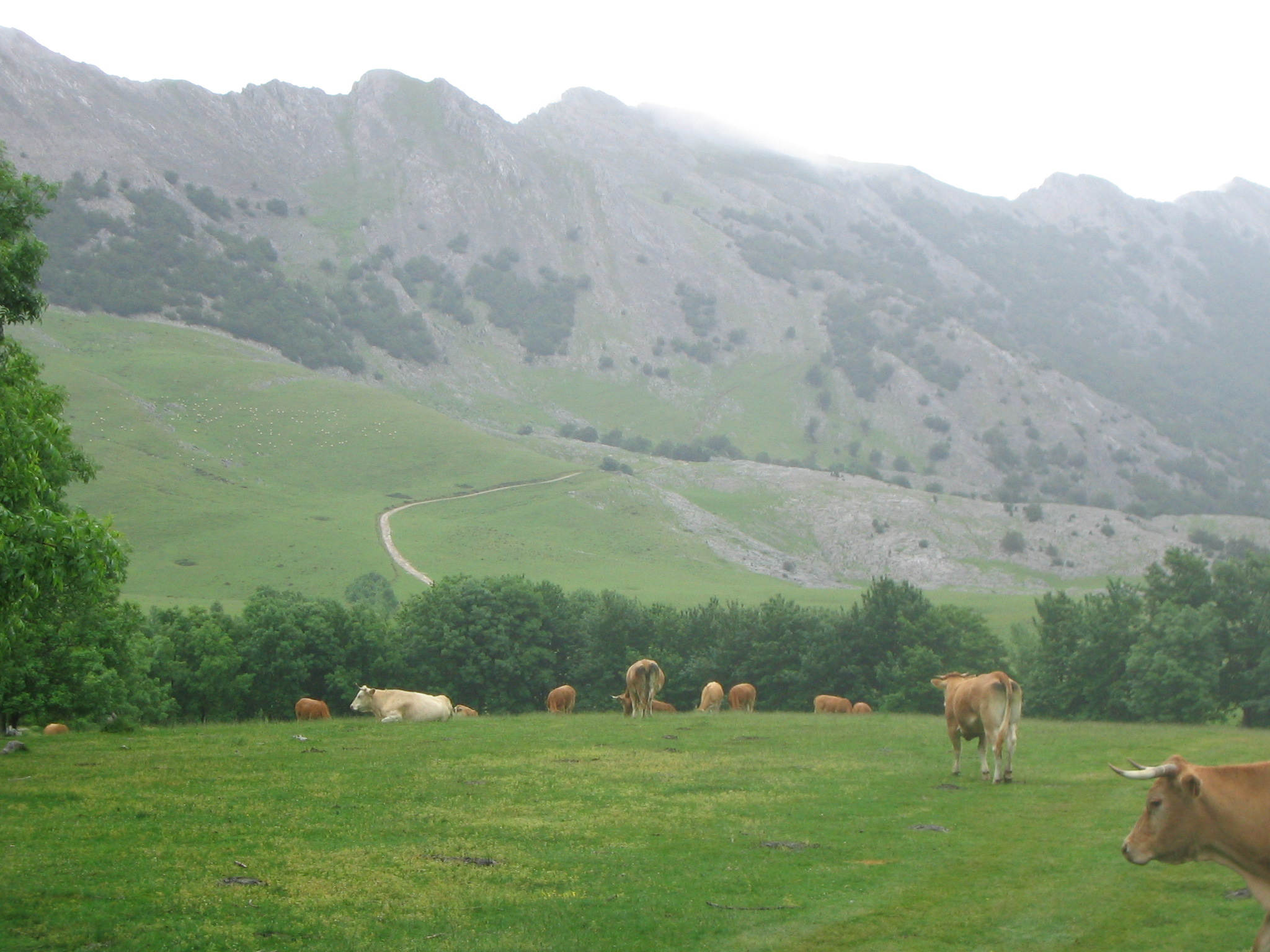

艾斯科里山脈（西班牙語：Aitzgorri），是西班牙的山脈，位於該國北部巴斯克自治區，屬於巴斯克山脈的一部分，最高點海拔高度1,551米，山體由石灰岩組成。
42°57′08″N 02°19′00″W / 42.95222°N 2.31667°W